# New York Dolls (musikalbum)
New York Dolls är New York Dolls självbetitlade debutalbum. Albumet släpptes 1973 och gjorde New York Dolls redan då till ett kultband. Albumets ljud är ungefär som hårdrock blandat med pop och tidig punkrock.

## Låtlista
Samtliga låtar skrivna av David Johansen och Johnny Thunders, om annat inte anges.
1. "Personality Crisis" - 3:43
2. "Looking for a Kiss" - 3:21
3. "Vietnamese Baby" (David Johansen) - 3:40
4. "Lonely Planet Boy" - 4:11
5. "Frankenstein" (David Johansen/Sylvain Sylvain) - 6:00
6. "Trash" (David Johansen/Sylvain Sylvain) - 3:10
7. "Bad Girl" - 3:05
8. "Subway Train" - 4:22
9. "Pills" (Bo Diddley) - 2:50
10. "Private World" (David Johansen/Arthur Kane) - 3:40
11. "Jet Boy" - 4:40